# Кріс ван дер Клау
Крістоф Альберт (Кріс) ван дер Клау (нід. Christoph Albert (Chris) van der Klaauw; 13 серпня 1924, Лейден, Нідерланди — 16 березня 2005, Гаага, Нідерланди) — нідерландський політичний діяч, міністр закордонних справ (1977—1981).

## Біографія
У 1953 році закінчив історичний факультет Лейденського університету.
1952—1953 рр. — в апараті посольства в Угорщині,
1953—1956 рр. — другий секретар посольства, потім в апараті МЗС Нідерландів,
1956—1959 рр. — другий секретар посольства в Норвегії,
1959—1963 рр. — перший секретар представництва при НАТО,
1966—1970 рр. — консул в Ріо-де-Жанейро,
1970—1974 рр. — повноважний міністр Постійного представництва при Організації Об'єднаних Націй в Нью-Йорку,
1975—1977 рр. — постійний представник при Відділенні Організації Об'єднаних Націй та інших міжнародних організаціях у Женеві, жовтень-грудень 1977 року — генеральний директор з питань загальноєвропейського співробітництва Міністерства закордонних справ,
1977—1981 рр. — Міністр закордонних справ Нідерландів. На цій посаді регулярно вступав у суперечність з партнерами по коаліції з партії Християнсько-демократичний заклик з питань політики у сфері ядерної безпеки, поставок підводних човнів Тайваню, політики апартеїду в ПАР.
1981—1986 рр. — посол в Бельгії,
1986—1989 рр. — посол в Португалії.
З 1989 р у відставці.